# Sybille i anioły
Sybille i anioły – fresk namalowany przez Rafaela ok. 1510–1511 lub w 1514 roku. Znajduje się w kościele Santa Maria della Pace w Rzymie.

## Opis
Malowidło ma kształt fryzu. Postacie ukazano harmonijnie, wokół centralnego punktu zajmowanego przez cherubina. Aniołowie są posłańcami noszącymi słowo Boże, a sybille ich pogańskimi odpowiednikami. Po lewej stronie znajdują się sybille Perska i Tyburtyńska, po prawej Kumańska i Frygijska. Spośród nich tylko Kumańska jest przedstawiona jako stara kobieta. Między sybillami Kumańską i Frygijską znajdują się dwaj aniołowie, trzymające zwoje z napisani: iam nova progenis (pol. ja otworzę i wskrzeszę).
Sybille i anioły są często porównywane z freskami Michała Anioła w Kaplicy Sykstyńskiej, na których również pojawiają się sybille. Malując sybille, Michał Anioł odwoływał się do odrodzonej w XV wieku tradycji antycznej, zgodnie z którą wróżbiarska moc sybill rodziła proroctwa. Sybille u Michała Anioła są pokazane jako fizycznie silne. Rafael zaś mocą wróżbiarską obdarzył aniołów, zaś sybille na jego fresku są eleganckie i lekkie.
Jedną z kobiet uwiecznionych na fresku mogła być kochanka Chigiego Imperia Cognati.

## Historia
Zleceniodawcą fresku był bankier i mecenas sztuki Agostino Chigi, który zlecił Rafaelowi wykonanie malowideł zdobiących kaplicę rodziny Chigów. Kaplicę zdobią dwa freski: Sybille i anioły wykonane bezpośrednio przez Rafaela oraz Prorocy, które wykonał uczeń Rafaela Timoteo Viti. Według przekazu przed rozpoczęciem prac Rafael miał otrzymać zaliczkę w wysokości pięćdziesięciu dukatów. Po ukończeniu fresk zażądał sobie czterystu dukatów, co dla Chigiego wydawało się zbyt wygórowaną kwotą. Nie mogąc ocenić, czy tak wysoka kwota jest adekwatna do poniesionej pracy, bankier miał zwrócić się o konsultację do Michała Anioła, który był niechętny wobec Rafaela. Michał Anioł przyznał, że malowidło jest warte kwoty zażądanej przez Rafaela, co miało przekonać Chigiego do wypłacenia pełnej kwoty.
Sybille i anioły stanowiło jedno z najwybitniejszych dzieł wśród współczesnych Rafaelowi, stanowisko to podzielił później Giorgio Vasari, który uznał ten fresk za najwybitniejsze dzieło Rafaela. Było to również jedno z niewielu dzieł Rafaela, które za jego życia wystawiono publicznie.
Szkice do fresku znajdują się m.in. w Ashmolean Museum w Oksfordzie oraz w British Museum w Londynie.